# Gilbert Duclos-Lassalle
Gilbert Duclos-Lassalle (født 25. august 1954 i Lembeye) er en tidligere fransk professionel landevejscykelrytter. Han var aktiv fra 1977 til 1995 og var specialist i endags-klassikerne. Han bliver anset som en af de bedste franske cykelryttere i sin generation, sammen med Bernard Hinault og Laurent Fignon.
Paris-Roubaix var det løb, han helst ville vinde. Til trods for at han var klassiker-ekspert, klarede han ikke vinde før i 1992, 37 år gammel, efter at have opnået andenpladser i 1980 og 1983. Året efter vandt han igen, idet han slog den italienske sprinter Franco Ballerini i spurten. Hans sidste deltagelse i løbet var i 1996, hvor han som 41-årig opnåede en 19. plads.
Han deltog i Tour de France 13 gange, og fuldførte ni af dem.
Hans søn Hervé Duclos-Lassalle er også professionel cykelrytter.

## Meritter
- Paris-Roubaix (1992, 1993)
- Paris-Nice (1980)
- Bordeaux-Paris (1983)
- GP Plouay (1981, 1987)
- Etapesejr i Critérium International (1982)
- GP Midi Libre (1991)
- Etapesejr i Dauphiné Libéré (1993)